# 姚汝循
姚汝循（1535年—1597年），字叙卿，號鳳麓，南京錦衣衛籍，浙江金華府永康縣人，明朝政治人物。

## 生平
嘉靖三十四年（1555年）乙卯科應天府鄉試第五十九名舉人。嘉靖三十五年（1556年）聯捷丙辰科會試第八十三名，三甲第六十四名進士。刑部观政，同年任河南杞縣知縣。三十八年升南京刑部主事，历升郎中，四十二年（1563年）官直隶大名府知府，後罢官。晚年退居秦淮。

## 著作
著作有《屏居集》、《浪游集》、《耕馀集》。

## 佚事
周晖《金陵琐事》載姚汝循在鄉試時靠易經房考官亡子托夢得中之奇事。

## 家族
曾祖姚進；祖父姚慶；父姚鎬，封南京刑部郎中；母梁氏，贈安人；繼母朱氏，封太安人。